# Oziorki
Oziorki (en rus: Озёрки) és un poble de l'óblast de Tambov, a Rússia, segons el cens del 2010 tenia 17 habitants.